# Lacub
Lacub ist eine philippinische Stadtgemeinde in der Provinz Abra. Sie hat 3403 Einwohner (Zensus 2015).

## Baranggays
Lacub ist politisch unterteilt in sechs Baranggays.
| - Bacag - Buneg | - Guinguinabang - Lan-ag | - Pacoc - Poblacion (Talampac) |